# Primitivität

Kubisch primitive Elementarzelle

Primitivität (latein. primitivus „der Erste in seiner Art“) ist eine Bezeichnung für besondere Einfachheit.
Im sozialen Zusammenhang steht primitiv für einen empfundenen Mangel an Zivilisiertheit, oder auf eine Person bezogen für geringe Intelligenz.
In der Biologie, speziell in der Entwicklungsbiologie, der Paläontologie und der Paläoanthropologie, wird die Bezeichnung primitiv für anatomische Merkmale jedoch wertneutral im Sinne von ursprünglich, urtümlich und alt verwendet (siehe Plesiomorphie), das heißt als Gegensatz zu – gleichfalls wertneutral beschriebenen – neuartigen, fortschrittlichen, vom ursprünglichen Zustand abgeleiteten Merkmalen (siehe Apomorphie). Häufig kann das Gegensatzpaar „primitiv“ / „abgeleitet“ auch im Sinne von „einfach“ / „komplex“ (vielschichtig) verstanden werden.
Die Mathematik kennt folgende Bedeutungen:
- Die primitiven {\displaystyle n}-ten Einheitswurzeln sind genau die Nullstellen des {\displaystyle n}-ten Kreisteilungspolynoms.
- Ein erzeugendes Element einer einfachen Körpererweiterung heißt primitives Element des Erweiterungskörpers, zum Beispiel ist die imaginäre Einheit {\displaystyle i} das primitive Element der einfachen Körpererweiterung {\displaystyle \mathbb {C} :\mathbb {R} }.
- Ein erzeugendes Element der multiplikativen, zyklischen Gruppe {\displaystyle F^{*}} eines endlichen Körpers {\displaystyle F} heißt primitives Element des Körpers, siehe auch Primitivwurzel.
- Die primitiv-rekursiven Funktionen sind aus einfachen Grundfunktionen durch Komposition und (primitiver) Rekursion gebildet und spielen in der Rekursionstheorie eine wichtige Rolle.

In der Informatik werden elementare Datentypen mit einer festgelegten Anzahl von Werten sowie einer fest definierten Ober- und Untergrenze auch primitive Datentypen genannt.
In der Kristallographie werden Elementarzellen, bei denen die Basisvektoren so gewählt sind, dass das von ihnen gebildete Gitter mit dem Kristallgitter identisch ist, als „primitiv“ bezeichnet.
Früher wurden diejenigen indigenen Völker und Ethnien als „primitiv“ bezeichnet, die über keine Schrift und nur einfache Technik verfügen und die eine ursprüngliche und naturverbundene Kultur und Religion haben, meist mit überwiegend Ackerbau oder Viehzucht (siehe dazu Evolutionismus und demgegenüber Multilineare Evolution).